# Бельамити, Мунир
Мунир Бельамити (фр. Mounir Belhamiti) — французский политик, депутат Национального собрания Франции.

## Биография
Мунир Бельамити по профессии инженер и управляющий компанией. Имеет диплом Высшей школы электроники Запада.
В 2014 году по итогам муниципальных выборов был избран в муниципальный совет города Нант и метрополии Нанта по левому списку Жоанны Роллан. В апреле 2018 года он вместе с двумя другими муниципальными советниками Нанта покинул группу «Экология и граждане», чтобы образовать группу «Вперёд, экология».
На выборах в Национальное собрание 2017 года он был заместителем Франсуа де Рюжи в первом избирательном округе департамента Атлантическая Луара. После назначения Франсуа де Рюжи на пост министра комплексных экологических преобразований он передал свой мандат депутата Муниру Бельамити. В августе 2019 года Франсуа де Рюжи покинул правительство и вернулся в Национальное собрание.
На муниципальных выборах 2020 года он занимал второе место в списке партии «Вперёд, Республика!» Валери Оппель и был переизбран муниципальным советником Нанта. В 2021 году неудачно баллотировался в Совет департамента Атлантическая Луара от кантона Нант-6.
После отказа Франсуа де Рюжи баллотироваться на выборах в Национальное собрание в 2022 году стал кандидатом президентского большинства в первом избирательном округе департамента Атлантическая Луара и был избран депутатом Национального собрания, получив во втором туре 52,1 % голосов. Является членом Комиссии по национальной обороне и вооруженным силам.
На Парламентских выборах 2024 года, назначенных после роспуска президентом Эмманюэлем Макроном Национального собрания 9 июня 2024 года, Мунир Бельамити вновь баллотировался, но проиграл во втором туре кандидату блока Новый народный фронт Кариму Банбраиму.

## Занимаемые должности
c 04.04.2014 — член муниципального совета города Нант 

05.10.2018 — 16.08.2019 — депутат Национального собрания Франции от 1-го избирательного округа департамента Атлантическая Луара 

22.06.2022 — 06.07.2024 — депутат Национального собрания Франции от 1-го избирательного округа департамента Атлантическая Луара